# Юрское побережье
Побережье Дорсетшира и Восточного Девоншира на юге Англии представляет собой 155 км обрывистой береговой линии. Обнаруженные здесь породы принадлежат мезозойской эре и охватывают период в 185 млн лет.
Более 300 лет местный ландшафт наблюдается и исследуется учёными. В 2001 году побережье Дорсетшира и восточного Девоншира попало в список объектов всемирного наследия ЮНЕСКО в Великобритании. Это первый природный объект всемирного наследия на территории страны.

## Геология

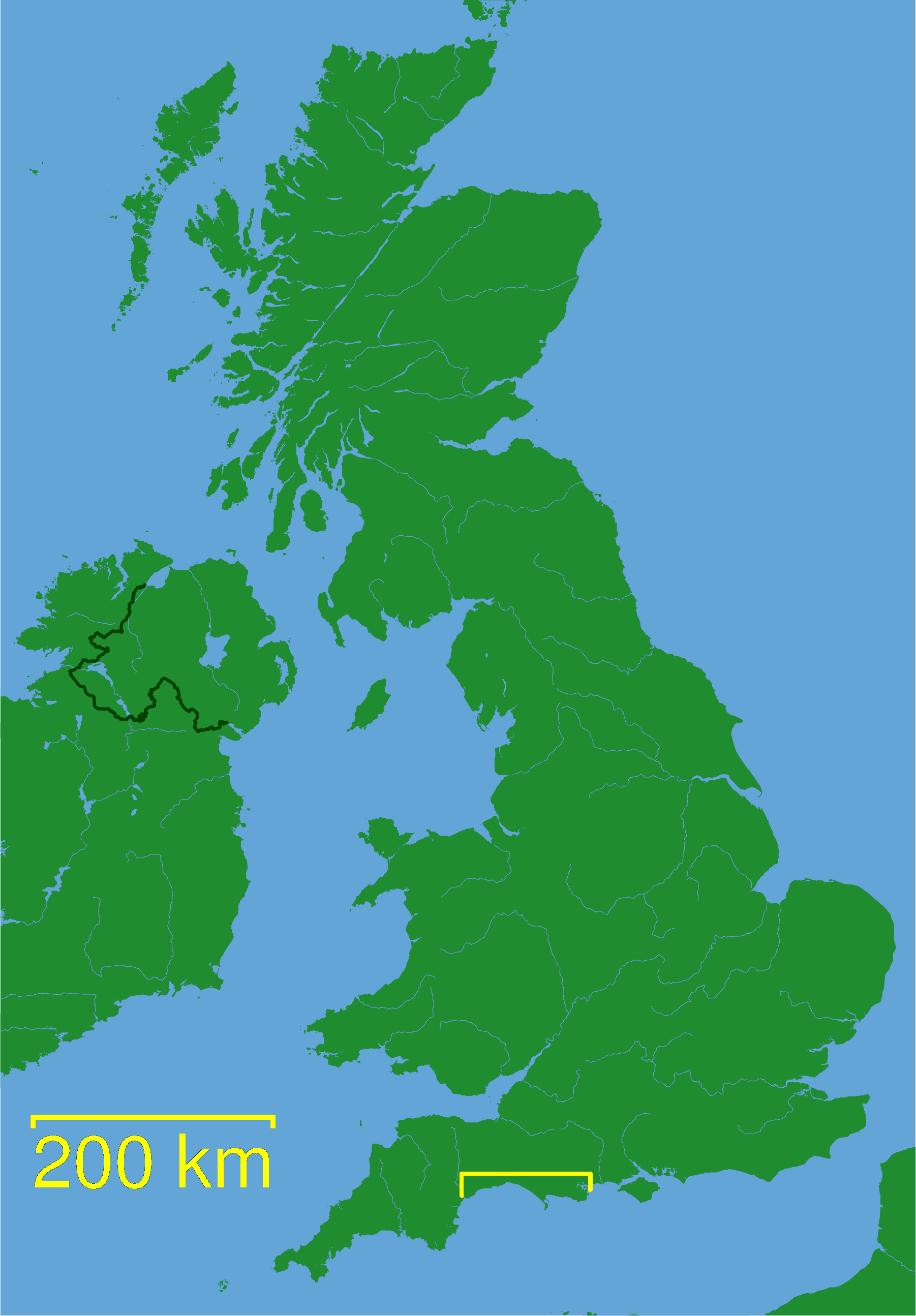
Юрское побережье

Большое разнообразие ландшафтов побережья (пляжи, заливы, пещеры, обрывы, арки и т. д.) отражает 185 млн лет геологии и включает все три периода мезозоя (триасовый, юрский и меловой). Во время триасового периода нынешний объект всемирного наследия находился в самом центре континента Пангея, восточнее большой горной цепи, остатки которой сохранились в Дартмуре и Британии. Во время юрского периода, характеризующегося распадом Пангеи, прибрежные скалы Дорсета и восточного Девона находились около достаточно глубокого моря или болота, в зависимости от изменений уровня моря. В этот период был сформирован ряд островов на мелководье. В начале мелового периода условия на побережье были схожи с Аравийским полуостровом, однако затем они стали более благоприятными. В тёплой воде распространились микроорганизмы, которые дали основу для формирования белого мела.
|  |  |  |

## Охрана территории
По мнению специалистов комитета Всемирного наследия, внесение побережья в список существенно улучшит охрану территории, что особенно важно на региональном уровне. Уже на этапе номинирования повышенное внимание прессы к объекту усилило энтузиазм среди местных жителей. Комитет всемирного наследия привлёк финансирование строительства нового автобусного маршрута по побережью. При поддержке компании BP был выпущен путеводитель по юрскому побережью.
Открытие Юрского научного центра (Jurassic Studies Centre) в Лайм-Риджис позволило проводить полевые занятия по естественным наукам на территории объекта. Курсы по геологии, этимологии, минералогии, палеонтологии для студентов разного уровня проводятся с марта 2010 года при поддержке лондонского Музея естествознания.
|  |  |  |  |

15 апреля 2021 года в результате оползня на пляж упали более 4000 тонн горной породы. Длина обрушения составила 300 метров.